# Ольягуе
Для посилання на вулкан див. Ольяґуе

Ольягуе (ісп. Ollagüe) — селище в Чилі. Адміністративний центр однойменної комуни. Селище і комуна входять до складу провінції Ель-Лоа та регіону Антофагаста.
Територія — 2 964,0 км². Чисельність населення - 321 мешканців (2017). Щільність населення - 0,11 чол./км².

## Розташування
Селище розташоване за 346 км на північний схід від адміністративного центру області міста Антофагаста.
Комуна межує:
- на півночі — департамент Потосі (Болівія)
- на сході — департамент Потосі (Болівія)
- на півдні - комуна Калама
- на заході — комуна Калама
- на північному заході — комуна Піка

## Транспорт
В Ольягуе розташована однойменна вузлова станція залізниці Антофагаста-Оруро («Залізниця з Антофагасти в Болівію). Від головної лінії тут відходить гілка, що йде до соляних копій, що розташовані на півночі. Через селище проходить шосе, що з'єднує Антофагасту з болівійськими містами Оруро, Потосі і столицею Болівії Ла-Пасом.